# 熊襲
熊襲（くまそ）は、日本の記紀神話に登場する、現在の九州南部にあった襲国（別称 建日別・熊曾国）に本拠地を構え、大和王権に抵抗したとされる人々、また地域名自体を表す総称である。

## 概要
『古事記』には熊曾、『日本書紀』には熊襲と表記される。『筑前国風土記』では球磨囎唹という連称表記が見え、これを熊襲と同一視する意見もある。ただし、熊襲を「球磨＋曽於」と解することは語呂合わせであるとの批判もある。
肥後国球磨郡（現熊本県人吉市周辺。球磨川上流域）から大隅国曽於郡（現鹿児島県霧島市周辺。現在の曽於市、曽於郡とは領域を異にする）に居住したとされる。

## 隼人との関係
かつて南九州に居住していた隼人と呼ばれた人々と同じとする説、熊襲の後裔を隼人とする説（系譜的というよりその独特の文化を継承した部族）、5世紀ごろまでに大和朝廷へ臣従し、隼人として仕えたという説（津田左右吉ら）、「熊」や「襲」は、隼人の「阿多」や「大隅」のように九州南部の地名であり、ヤマト王権に従わないいくつかの部族に対する総称と推察する説などがある。
「熊襲」という言葉は記紀の日本武尊物語などの伝説的記録に現れるのに対し、「隼人」は平安時代初頭までの歴史記録に多数現れる。熊襲が反抗的に描かれるのに対し、隼人は仁徳紀には、天皇や王子の近習であったと早くから記されている。

## イサオとタケル
景行朝の記述として、熊襲は頭を渠帥者（イサオ）と呼び、2人おり、その下に多くの小集団の頭たる梟帥（タケル）がいたと記している。大和王権は武力では押さえられないので、イサオの娘に多くの贈り物をして手なずけ、その娘に、父に酒を飲ませて酔わせ、弓の弦を切り、殺害した（ヤマトタケルが弟彦（オトヒコ）という武人を美濃国に求めた神話においても、敵を酔わせて殺害する戦法を取っている）。

## 神話・伝承

### 国産み神話
熊襲国は、『古事記』の国産み神話においては、八島のうち、隠岐の次、壱岐の前に生まれた筑紫島（九州）の四面のひとつとして語られ、別名を「建日別（タケヒワケ）」といったとされる。

### 服属神話
皇祖神の火遠理命とその兄の火照命が争い、敗北した火照命が弟に服属して隼人の阿多君の祖になったとする神話。

#### ヤマトタケル伝承

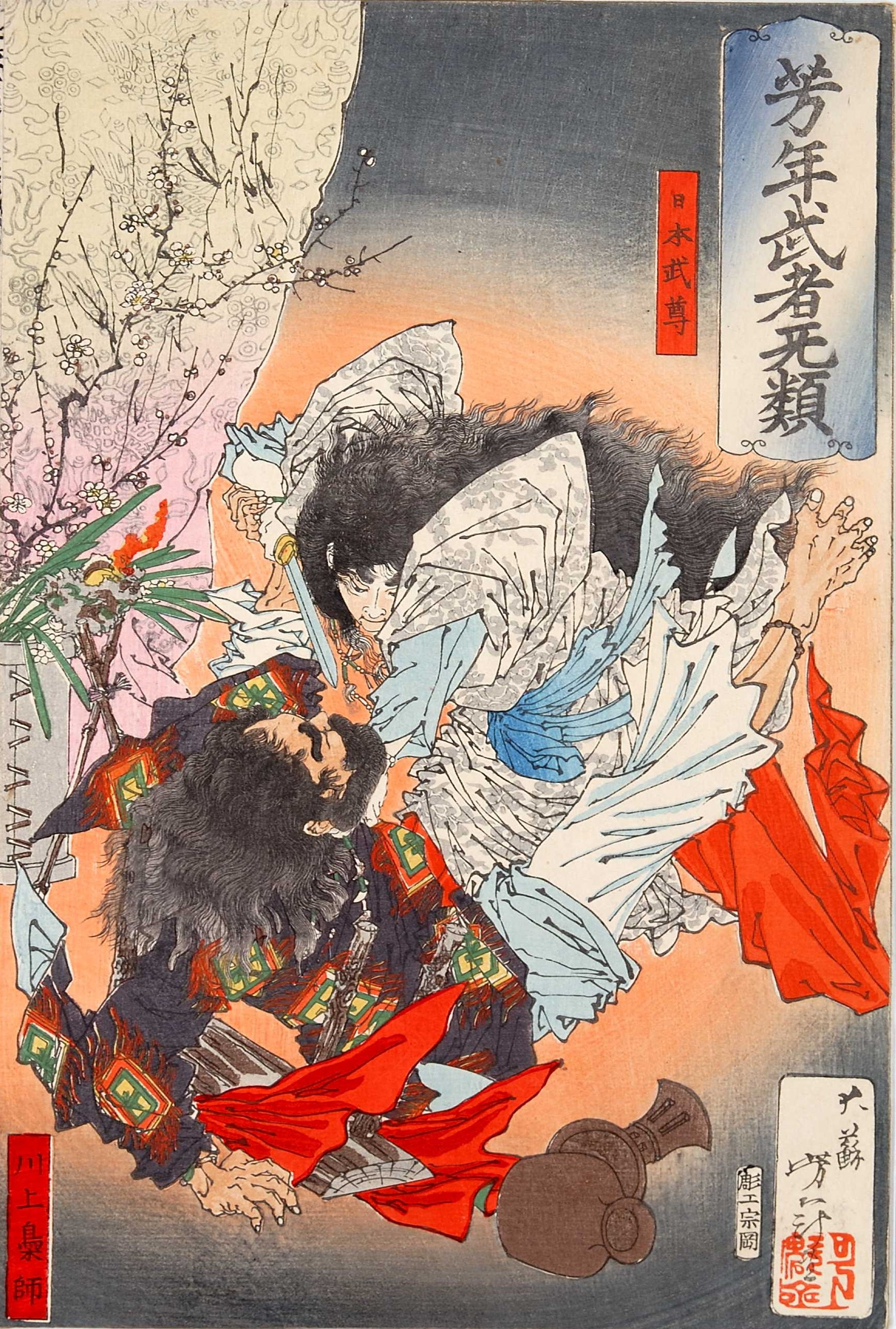
日本武尊と 川上梟帥。月岡芳年画

『古事記』には、オウスノミコトによるクマソタケル（熊襲建、川上梟帥）の征伐譚が記され、『日本書紀』においては、それに加え、ヤマトタケルに先立つ景行天皇自身の征討伝説が記される。特に前者は、当時小碓命と名乗ったヤマトタケルが、女装しクマソタケル兄弟の寝所に忍び込み、これらを討ち、その際に「タケル」の名を弟タケルより献上されたという伝承で有名である。

#### 景行天皇九州征伐伝承
『日本書紀』に記述される伝承（景行天皇#九州巡幸参照）。

#### 仲哀天皇
仲哀天皇は熊襲に負けるが、『日本書紀』の仲哀天皇記には熊襲は「膂宍空国」だとする記述がある。
日本書記巻之八「仲哀天皇」条に「熊鰐」という地方豪族が記載されており、重要な役目を果たしている。

#### 隼人の反乱
『続日本紀』に記述される大隅国の伝承。

## 諸説
隼人研究家の中村明蔵は、球磨地方と贈於地方の考古学的異質性から、熊襲の本拠は、都城地方や贈於地方のみであり、「クマ」は勇猛さを意味する美称であるとの説を唱えている。
また、魏志倭人伝中の狗奴国をクマソの国であるとする説が、内藤湖南、津田左右吉、井上光貞らにより唱えられている。ただし、この説と邪馬台国九州説とは一致するものではない。
沼田頼輔は『日本人種新論』の中で、熊襲の語源の諸説について紹介しており、本居宣長はその集団の勇猛さが直接名前の由来になったとしたり、八田知紀は勇猛さを表す熊と山岳が重畳している様をあらわす於曾のつづまりである曾から来ているとしている一方、青柳高鞆は肥後國球磨郡と大隈國囎唹郡を合わせたもので、根拠として風土記にある「球磨囎唹」の名や景行天皇の記述などを挙げている事を記している。
文献資料ではなく、土器の分布の面からは、免田式土器（弥生期から古墳初期にかけて）が熊襲の文化圏によって生み出されたものではないかと森浩一は考察している。
『釈日本紀』では熊襲の説明で熊襲国の名を挙げ、更にこの熊襲国は佐渡島の事という説を挙げている。